# مارين إيجيرت
مارين إيجيرت (بالألمانية: Maren Eggert )‏ (و. 1974  م) هي ممثلة مسرحية، وممثلة أفلام ألمانية، ولدت في هامبورغ.

## وصلات خارجية
- مارين إيجيرت على موقع IMDb (الإنجليزية)
- مارين إيجيرت على موقع ميتاكريتيك (الإنجليزية)
- مارين إيجيرت على موقع روتن توميتوز (الإنجليزية)
- مارين إيجيرت على موقع مونزينجر (الألمانية)
- مارين إيجيرت على موقع قاعدة بيانات الأفلام العربية
- مارين إيجيرت على موقع ألو سيني (الفرنسية)
- مارين إيجيرت على موقع ميوزك برينز (الإنجليزية)
- مارين إيجيرت على موقع أول موفي (الإنجليزية)
- مارين إيجيرت على موقع قاعدة بيانات الأفلام السويدية (السويدية)
- مارين إيجيرت على موقع ديسكوغز (الإنجليزية)